# כ
La kaf (o kaph, en hebreo: כַּףְ‎) es la undécima letra del alfabeto hebreo y proviene de la letra fenicia kap (𐤊). Esta letra tiene dos formas de escribirse, según su posición. Si va al final de palabra se llama «Kaf Sofit» y se escribe terminando la parte baja de la letra en vertical.
Además tiene dos sonidos distintos según lleve una puntuación diacrítica llamada «daguesh» (un punto, en su interior) en cuyo caso se la llama «kaf», con sonido fuerte «k» (oclusiva velar sorda [k]), o sin daguesh en cuyo caso se la llama «jaf», con sonido suave «j» (fricativa velar sorda [x]). Al final de palabra suena suave ([x]).

## Escritura
| Variantes ortográficas      | Variantes ortográficas      | Variantes ortográficas      | Variantes ortográficas | Variantes ortográficas |
| Varias fuentes de impresión | Varias fuentes de impresión | Varias fuentes de impresión | Cursivo                | Rashi                  |
| Serifa                      | Sans-serif                  | Monoespaciado               | Cursivo                | Rashi                  |
| --------------------------- | --------------------------- | --------------------------- | ---------------------- | ---------------------- |
| ך                           | ך                           | ך                           |                        |                        |

## Uso
La letra kaf es una de las seis letras que pueden recibir un daguesh kal. Las otras cinco son bet, gimel, daleth, pe y tav (véase alfabeto hebreo para obtener más información).
Existen dos variantes ortográficas de esta letra que pueden alterar su pronunciación:
| Nombre | Símbolo | AFI       | Transliteración | Ejemplo   |
| ------ | ------- | --------- | --------------- | --------- |
| kaf    | ךּכּ      | [k]       | k               | kilogramo |
| Khaf   | ךכ      | [χ] o [x] | j, ḵ o ch       | jamón     |

### Kaf con el dagesh
Cuando la kaf tiene un «punto» en su centro, conocido como dagesh, representa una oclusiva velar sorda ([k]). Hay varias reglas en la gramática hebrea que estipulan cuándo y por qué se usa un dagesh.

### Kaf sin el dagesh (khaf)
Cuando esta letra aparece como «כ»  sin el dagesh («punto») en su centro representa la fricativa uvular sorda [χ] o la fricativa velar sorda [x], como la «j» en «jamón» (ambos sonidos ya mencionados se encuentran en variantes del español como la del español del norte de España para la primera o como en la mayoría del español de Hispanoamérica para la segunda).
En hebreo israelí moderno, la letra heth también se pronuncia a menudo como [χ]. Sin embargo, los judíos mizrajíes y los árabes israelíes diferencian entre estas letras igual que en otras lenguas semíticas.

### Forma final de kaf
| Variantes ortográficas      | Variantes ortográficas      | Variantes ortográficas      | Variantes ortográficas | Variantes ortográficas |
| Varias fuentes de impresión | Varias fuentes de impresión | Varias fuentes de impresión | Cursivo                | Rashi                  |
| Serifa                      | Sans-serif                  | Monoespaciado               | Cursivo                | Rashi                  |
| --------------------------- | --------------------------- | --------------------------- | ---------------------- | ---------------------- |
| כ                           | כ                           | כ                           |                        |                        |

Si la letra está al final de una palabra, se dibuja de forma diferente. Sin embargo, no cambia la pronunciación ni la transliteración de ninguna manera. El nombre de la letra es kaf final ( kaf sofit). Otras cuatro letras hebreas toman formas finales: tsadi, mem, nun y pei. Kaf/khaf es la única letra hebrea que puede tomar una vocal en su forma final de palabra, que se pronuncia después de la consonante, siendo esa vocal el qamatz.
| Nombre     | Nombre alternativo | Símbolo |
| ---------- | ------------------ | ------- |
| kaf final  | sofit kaf          |         |
| Khaf final | sofit khaf         |         |

### Significado
En gematria, kaph representa el número 20. Su forma final representa 500, pero rara vez se usa y en su lugar se usan tav y qoph (400+100).
Como prefijo, kaph funciona como preposición :
- Puede significar 'como', igual que en árabe literario (ver más abajo).
- En hebreo coloquial, kaph y shin juntos tienen el significado de 'cuándo'. Esta es una contracción de «כַּאֲשֶׁר»  ka'asher (cuando).

## Unicode
| Carácter      | כ                 | כ                 | כּ                             | כּ                             | ך                       | ך                       | ךּ                                   | ךּ                                   |
| ------------- | ----------------- | ----------------- | ----------------------------- | ----------------------------- | ----------------------- | ----------------------- | ----------------------------------- | ----------------------------------- |
| Unicode       | HEBREW LETTER KAF | HEBREW LETTER KAF | HEBREW LETTER KAF WITH DAGESH | HEBREW LETTER KAF WITH DAGESH | HEBREW LETTER FINAL KAF | HEBREW LETTER FINAL KAF | HEBREW LETTER FINAL KAF WITH DAGESH | HEBREW LETTER FINAL KAF WITH DAGESH |
| Codificación  | decimal           | hex               | decimal                       | hex                           | decimal                 | hex                     | decimal                             | hex                                 |
| Unicode       | 1499              | U+05DB            | 64315                         | U+FB3B                        | 1498                    | U+05DA                  | 64314                               | U+FB3A                              |
| UTF-8         | 215 155           | D7 9B             | 239 172 187                   | EF AC BB                      | 215 154                 | D7 9A                   | 239 172 186                         | EF AC BA                            |
| Ref. numérica | &#1499;           | &#x5DB;           | &#64315;                      | &#xFB3B;                      | &#1498;                 | &#x5DA;                 | &#64314;                            | &#xFB3A;                            |